# 乙女座 宮
「乙女座 宮」（おとめざ きゅう）は、1978年2月1日にリリースされた山口百恵の21枚目のシングルである。発売元はCBSソニー。

## 概要
表題曲「乙女座 宮」の歌詞の中には、乙女座をはじめ蟹座、獅子座など星占いに登場する星座の名称が多数登場する。サビのコーラス部分はビートルズの「ガール」をヒントにしている。
同年5月に発売されたアルバム『COSMOS (宇宙)』にはイントロ部分が異なるバージョンで収録されている。冒頭部分の流れ星を連想させるシンセサイザーの効果音がシングル・バージョンでは1回のみだが、アルバム・バージョンでは3回繰り返されている。

## 収録曲
| 全作詞: 阿木燿子、全作曲: 宇崎竜童、全編曲: 萩田光雄。 |                    |          |            |      |
| #                                                      | タイトル           | 作詞     | 作曲・編曲 | 時間 |
| 1.                                                     | 「乙女座 宮」      | 阿木燿子 | 宇崎竜童   | 3:53 |
| 2.                                                     | 「視線上のアリア」 | 阿木燿子 | 宇崎竜童   | 3:36 |
| 合計時間:                                              | 合計時間:          | 7:29     |            |      |

## 品番
- 1978年2月1日 - EP: 06SH 257（シングル）
- 1989年3月21日 - 8cmCD: 10EH 3183（「Platinum Single SERIES」 片面: プレイバックPart2）
- 2004年6月23日 - 8cmCD: MHCL 10038（『COSMOS（宇宙）』 初回紙ジャケ仕様盤）

## 関連作品
乙女座 宮
- 33 SINGLES MOMOE
- 百恵復活
- 山口百惠ベスト・コレクション〜横須賀ストーリー〜
- 百惠辞典
- ベスト・セレクション Vol.2
- GOLDEN J-POP/THE BEST 山口百惠
- GOLDEN☆BEST 山口百恵 PLAYBACK MOMOE part2
- 山口百恵ベスト・コレクション VOL.2
- MOMOE PREMIUM update
- Complete MOMOE PREMIUM
- コンプリート百恵伝説
- GOLDEN☆BEST 山口百恵 コンプリート・シングルコレクション

乙女座 宮 (Album Version)
- COSMOS (宇宙)
- MOMOE PREMIUM
- Complete MOMOE PREMIUM

乙女座 宮（ライブ音源）
- 百恵ちゃんまつり'78
- MOMOE LIVE PREMIUM

乙女座 宮（ニューアレンジ＆ボーカル別テイク）
- 百恵回帰
- コンプリート百恵回帰

視線上のアリア
- 百惠辞典
- GOLDEN J-POP/THE BEST 山口百惠
- MOMOE PREMIUM update
- Complete MOMOE PREMIUM
- コンプリート百恵伝説

## カバー
- 1990年、仁藤優子（カバーアルバム『EASTER』に収録）
- 2004年、岩崎宏美（トリビュート・アルバム『山口百恵トリビュート Thank You For…』に収録）
- 2005年、ノーランズ（カバーアルバム『シング 百恵 2005』に英語訳歌詞で収録）
- 市川由紀乃
- 2012年、EPO（トリビュート・アルバム『山口百恵トリビュート・セレクション』に収録）
- 城南海

## 参考資料
- 川瀬泰雄『プレイバック 制作ディレクター回想記』学研マーケティング、2011年2月。ISBN 978-4054047259。